# 4 Pułk Piechoty Legii Nadwiślańskiej
4 Pułk Piechoty Legii Nadwiślańskiej – oddział piechoty okresu napoleońskiego.

## Formowanie i zmiany organizacyjne
Utworzony 8 lipca 1809 pod nazwą 2 Legii Nadwiślańskiej w Wolkersdorf dowodzonej przez gen. Mikołaja Bronikowskiego. Wchodził w skład Legii Nadwiślańskiej.
12 lutego 1810 2 Legia Nadwiślańska została wcielona do pierwszej pod nazwą 4 Pułku Piechoty.
W 1813, z resztek czterech pułków piechoty Legii Nadwiślańskiej, utworzono jeden pod dowództwem płk Stanisława Malczewskiego i w sierpniu przyłączono go do 27 Dywizja Izydora Krasińskiego.

## Żołnierze pułku
Pułkiem dowodzili:
- mjr Kazimierz Tański (do 2 sierpnia 1810)
- szef bat. Radomski
- płk Sykstus Estko (9 maja 1811 - faktycznie 1 stycznia 1812)

## Walki pułku
Bitwy i potyczki:
- Puebla-de-Sebabria (29 lipca 1810)
- Benevente (2 sierpnia 1810)
- Salinas (25 maja 1811)
- Penaranda (1 czerwca 1811)
- Rogoźno (10 lutego 1813)